# Eurytoma minnesota
Eurytoma minnesota är en stekelart som beskrevs av Girault 1916. Eurytoma minnesota ingår i släktet Eurytoma och familjen kragglanssteklar. Inga underarter finns listade i Catalogue of Life.